# Grorud Idrettslag 2020
Questa voce raccoglie le informazioni riguardanti il Grorud Idrettslag nelle competizioni ufficiali della stagione 2020.

## Stagione
In seguito della promozione arrivata al termine del campionato 2019, il Grorud ha giocato per la prima volta nella sua storia in 1. divisjon.
A causa della pandemia di COVID-19, il 12 marzo 2020 è stato reso noto che la Norges Fotballforbund aveva inizialmente rinviato l'inizio dell'attività calcistica al 15 aprile. A seguito della decisione del ministero della cultura di vietare la ripresa delle attività fino al 15 giugno, i calendari del campionato sono stati ancora rimodulati. Il 19 maggio, il ministro della cultura Abid Raja ha confermato che la 1. divisjon sarebbe ricominciata la prima settimana di luglio. Il 12 giugno, Raja ha reso noto che sarebbe stata permessa una capienza massima di 200 spettatori. Dal 30 settembre, la capienza è stata aumentata a 600 spettatori, negli impianti dove potesse essere garantita la distanza interpersonale.
Il 10 settembre 2020, la Norges Fotballforbund – dopo diversi rinvii – ha dovuto annullare l'edizione stagionale del Norgesmesterskapet, a causa dell'impossibilità di disputare tutte le partite previste a causa della condensazione del calendario del campionato. Anche il calciomercato è stato organizzato quindi diversamente, con una sessione estiva e una autunnale.
Il Grorud ha chiuso la stagione al 13º posto finale. Martin Høyland è stato il calciatore più utilizzato in stagione, a quota 30 presenze. Oscar Aga è stato invece il miglior marcatore, con 15 reti realizzate.

## Maglie e sponsor
Lo sponsor tecnico per la stagione 2020 è stato Umbro, mentre lo sponsor ufficiale è stato OBOS. La divisa casalinga è composta da una maglietta gialla con inserti blu, pantaloncini e calzettoni blu. Quella da trasferta era invece composta da un completo bianco, con rifiniture blu.
| Casa | Trasferta |

## Rosa
| N. |                     | Ruolo | Calciatore                |
| -- | ------------------- | ----- | ------------------------- |
| 1  | Norvegia (bandiera) | P     | Emil Ødegaard             |
| 3  | Norvegia (bandiera) | A     | Trace Murray              |
| 4  | Norvegia (bandiera) | D     | Arnar Thor Gudjonsson     |
| 5  | Norvegia (bandiera) | D     | Glenn André Harviken      |
| 6  | Norvegia (bandiera) | C     | Martin Høyland            |
| 7  | Norvegia (bandiera) | C     | Preben Mankowitz          |
| 8  | Norvegia (bandiera) | C     | Jonas Pereira             |
| 8  | Norvegia (bandiera) | C     | Elias Kristoffersen Hagen |
| 9  | Norvegia (bandiera) | A     | Fredrick Pettersen        |
| 10 | Norvegia (bandiera) | C     | Faysal Ahmed              |
| 11 | Norvegia (bandiera) | C     | Kevin Mankowitz           |
| 12 | Norvegia (bandiera) | P     | Mats Viken                |
| 14 | Norvegia (bandiera) | A     | Nikolai Jakobsen Hristov  |
| 15 | Norvegia (bandiera) | D     | Fabian Østigård Ness      |
| 16 | Norvegia (bandiera) | C     | Vetle Skåttun             |
| 19 | Norvegia (bandiera) | A     | Oscar Aga                 |
| 20 | Somalia (bandiera)  | C     | Saadiq Elmi               |

| N. |                     | Ruolo | Calciatore              |
| -- | ------------------- | ----- | ----------------------- |
| 21 | Norvegia (bandiera) | D     | Geirald Meyer           |
| 23 | Norvegia (bandiera) | A     | Josias Furaha           |
| 24 | Norvegia (bandiera) | D     | Kristian Novak          |
| 25 | Norvegia (bandiera) | A     | Sigurd Grønli           |
| 26 | Norvegia (bandiera) | C     | Chrīstos Zafeirīs       |
| 27 | Norvegia (bandiera) | D     | Fredrik Carson Pedersen |
| 28 | Norvegia (bandiera) | A     | Thomas Elsebutangen     |
| 30 | Norvegia (bandiera) | C     | Sindre Osestad          |
| 30 | Norvegia (bandiera) | C     | Runar Hauge             |
| 31 | Norvegia (bandiera) | C     | Omar Buly Drameh        |
| 32 | Norvegia (bandiera) | D     | Leo Cornic              |
| 45 | Norvegia (bandiera) | P     | Vegard Storsve          |
| 46 | Norvegia (bandiera) | D     | Ian Barobe              |
| 46 | Norvegia (bandiera) | D     | William Bjeglerud       |
| 46 | Norvegia (bandiera) | A     | Abdul-Basit Agouda      |
| 99 | Norvegia (bandiera) | A     | Magnus Lankoh-Dahlby    |

## Calciomercato

### Sessione invernale(dal 09/01 al 01/04)
| Arrivi           | Arrivi                | Arrivi     | Arrivi        |
| R.               | Nome                  | da         | Modalità      |
| ---------------- | --------------------- | ---------- | ------------- |
| P                | Emil Ødegaard         | Lillestrøm | prestito      |
| D                | Leo Cornic            | Vålerenga  | definitivo    |
| D                | Arnar Thor Gudjonsson |            | svincolato    |
| C                | Chrīstos Zafeirīs     | Vålerenga  | definitivo    |
| A                | Oscar Aga             | Stabæk     | definitivo    |
| A                | Josias Furaha         | Vålerenga  | definitivo    |
| Altre operazioni |                       |            |               |
| R.               | Nome                  | da         | Modalità      |
| D                | Daniel Gullteig       | Lørenskog  | fine prestito |

| Partenze         | Partenze         | Partenze     | Partenze      |
| R.               | Nome             | a            | Modalità      |
| ---------------- | ---------------- | ------------ | ------------- |
| D                | Emilio Garcia    |              | ritiro        |
| D                | Daniel Gullteig  | Lørenskog    | definitivo    |
| D                | Andreas Nyhagen  | Strømsgodset | fine prestito |
| C                | Elias Martin Flø |              | svincolato    |
| A                | Thierry Dabove   | Raufoss      | fine prestito |
| Altre operazioni |                  |              |               |
| R.               | Nome             | da           | Modalità      |
| P                | Emil Ødegaard    | Lillestrøm   | fine prestito |
| A                | Oscar Aga        | Stabæk       | fine prestito |

### Tra la sessione invernale e la sessione estiva
| Arrivi | Arrivi         | Arrivi | Arrivi     |
| R.     | Nome           | da     | Modalità   |
| ------ | -------------- | ------ | ---------- |
| P      | Vegard Storsve |        | svincolato |

| Partenze | Partenze        | Partenze  | Partenze   |
| R.       | Nome            | a         | Modalità   |
| -------- | --------------- | --------- | ---------- |
| D        | Daniel Gullteig | Lørenskog | definitivo |

### Sessione estiva(dal 10/06 al 30/06)
| Arrivi | Arrivi               | Arrivi       | Arrivi   |
| R.     | Nome                 | da           | Modalità |
| ------ | -------------------- | ------------ | -------- |
| A      | Magnus Lankoh-Dahlby | Strømsgodset | prestito |

| Partenze | Partenze | Partenze | Partenze |
| R.       | Nome     | a        | Modalità |
| -------- | -------- | -------- | -------- |

### Tra la sessione estiva e la sessione autunnale
| Arrivi | Arrivi            | Arrivi       | Arrivi     |
| R.     | Nome              | da           | Modalità   |
| ------ | ----------------- | ------------ | ---------- |
| D      | William Bjeglerud | Strømsgodset | definitivo |
| C      | Runar Hauge       | Bodø/Glimt   | prestito   |
| A      | Sigurd Grønli     | Tromsø       | prestito   |

| Partenze | Partenze                  | Partenze | Partenze   |
| R.       | Nome                      | a        | Modalità   |
| -------- | ------------------------- | -------- | ---------- |
| C        | Saadiq Elmi               | Moss     | prestito   |
| C        | Elias Kristoffersen Hagen |          | svincolato |

### Sessione autunnale(dall'08/09 al 05/10)
| Arrivi | Arrivi             | Arrivi      | Arrivi     |
| R.     | Nome               | da          | Modalità   |
| ------ | ------------------ | ----------- | ---------- |
| C      | Sindre Osestad     | Fram Larvik | definitivo |
| C      | Jonas Pereira      | Fram Larvik | definitivo |
| A      | Abdul-Basit Agouda | KFUM Oslo   | prestito   |

| Partenze | Partenze      | Partenze   | Partenze      |
| R.       | Nome          | a          | Modalità      |
| -------- | ------------- | ---------- | ------------- |
| C        | Runar Hauge   | Bodø/Glimt | fine prestito |
| A        | Sigurd Grønli | Tromsø     | fine prestito |

### Dopo la sessione autunnale
| Arrivi | Arrivi      | Arrivi | Arrivi        |
| R.     | Nome        | da     | Modalità      |
| ------ | ----------- | ------ | ------------- |
| C      | Saadiq Elmi | Moss   | fine prestito |

| Partenze | Partenze           | Partenze  | Partenze      |
| R.       | Nome               | a         | Modalità      |
| -------- | ------------------ | --------- | ------------- |
| A        | Abdul-Basit Agouda | KFUM Oslo | fine prestito |

## Risultati

### 1. divisjon

#### Girone di andata
| Arbitro: | Sinnes |

|  |           |              |
|  | Marcatori | 66’ Krogstad |

| Arbitro: | Ekeli Valen |

|                                                                      |           |                                              |
| Reginiussen 25’, 90’ Sollie Rønning 52’ Tønne 75’ Karlsen 90’ (rig.) | Marcatori | 9’ Aga 33’ Jakobsen Hristov 45’ K. Mankowitz |

| Arbitro: | Medic |

|                                         |           |           |
| Aga 38’ (rig.) Pettersen 71’ Grønli 87’ | Marcatori | 49’ Ndour |

| Arbitro: | Huru Kellerhals |

|  |           |                |
|  | Marcatori | 70’ (rig.) Aga |

| Arbitro: | Higraff |

|  |           |                                    |
|  | Marcatori | 6’ Campos 41’ Pereira 87’ Håbestad |

| Arbitro: | Berg |

|              |           |                |
| Andersen 33’ | Marcatori | 81’ Gudjonsson |

| Arbitro: | Hauge |

|                                             |           |            |
| Aga 52’ (rig.) Cornic 77’ Lankoh-Dahlby 90’ | Marcatori | 31’ Langås |

| Arbitro: | Bodding |

|                          |           |                      |
| Nordås 53’ Bjørkkjær 90’ | Marcatori | 31’ Jakobsen Hristov |

| Arbitro: | Huru Kellerhals |

|                                  |           |  |
| Aga 64’ Lankoh-Dahlby 90’ (rig.) | Marcatori |  |

| Arbitro: | S. Røvig Sletner |

|                    |           |             |
| Lønstad Onsrud 22’ | Marcatori | 13’ Høyland |

| Arbitro: | Ekeli Valen |

|                                                      |           |  |
| Lankoh-Dahlby 22’ Elsebutangen 74’ Østigård Ness 80’ | Marcatori |  |

| Arbitro: | Berg |

|              |           |                  |
| Blomberg 56’ | Marcatori | 49’ Elsebutangen |

| Arbitro: | Lien |

|         |           |                      |
| Aga 53’ | Marcatori | 45’ Hummelvoll-Nuñez |

| Arbitro: | Higraff |

|           |           |                    |
| Hauge 85’ | Marcatori | 90’ (rig.) Lillebo |

| Arbitro: | S. Røvig Sletner |

|                       |           |                                |
| Breivik 64’ Løken 76’ | Marcatori | 37’ Hauge 68’ Jakobsen Hristov |

#### Girone di ritorno
| Arbitro: | H. Røvig Sletner |

|  |           |                              |
|  | Marcatori | 31’ Sæter 90’ Sollie Rønning |

| Arbitro: | H. Røvig Sletner |

|                                            |           |                 |
| Ingebrigtsen 13’ Kitolano 28’ Antonsen 33’ | Marcatori | 34’ Buly Drameh |

| Arbitro: | Bodding |

|                                                  |           |                                                     |
| P. Mankowitz 45’ Aga 53’, 62’ (rig.) Høyland 59’ | Marcatori | 67’ Heggebø 72’ Sørensen Nergaard 90’ Berg Pedersen |

| Arbitro: | Koløy |

|                                          |           |                |
| Retsius Grødem 17’ Eriksen 38’ Sande 55’ | Marcatori | 82’ (rig.) Aga |

| Arbitro: | Tennøy |

|                                      |           |         |
| Rasch 42’ Svindland 75’ Tavakoli 90’ | Marcatori | 87’ Aga |

| Arbitro: | Moen |

|        |           |                           |
| Aga 3’ | Marcatori | 43’ Ebiye 71’ M. Pedersen |

| Arbitro: | Huru Kellerhals |

|                        |           |                |
| Kongsro 24’ Nesset 45’ | Marcatori | 61’ (rig.) Aga |

| Arbitro: | Sinnes |

|             |           |                                             |
| Pereira 63’ | Marcatori | 7’ Nygard 20’, 87’ Valsvik 90’ Møller Wolfe |

| Arbitro: | Bodding |

|                         |           |                                              |
| Bransdal 8’ Olufsen 80’ | Marcatori | 30’ Cornic 39’ P. Mankowitz 45’ Elsebutangen |

| Arbitro: | Ekeli Valen |

|                  |           |          |
| Høyland 40’, 66’ | Marcatori | 5’ Chaib |

| Arbitro: | Tennøy |

|                 |           |  |
| Baidoo 14’, 84’ | Marcatori |  |

| Arbitro: | Hauge |

|           |           |                                                                         |
| Meyer 76’ | Marcatori | 34’, 45’ Nessø 43’, 87’ Belli Moldskred 53’ Brattbakk 68’ Strand Nilsen |

| Arbitro: | Medic |

|                          |           |            |
| K. Hoven 24’ Michael 82’ | Marcatori | 17’ Cornic |

| Arbitro: | Koløy |

|                                      |           |  |
| Aga 15’, 45’ Høyland 50’ Pereira 88’ | Marcatori |  |

| Arbitro: | Ekeli Valen |

|              |           |                |
| Slørdahl 90’ | Marcatori | 80’ (rig.) Aga |

## Statistiche

### Statistiche di squadra
| Competizione | Punti | In casa | In casa | In casa | In casa | In casa | In casa | In trasferta | In trasferta | In trasferta | In trasferta | In trasferta | In trasferta | Totale | Totale | Totale | Totale | Totale | Totale | DR  |
| Competizione | Punti | G       | V       | N       | P       | Gf      | Gs      | G            | V            | N            | P            | Gf           | Gs           | G      | V      | N      | P      | Gf     | Gs     | DR  |
| ------------ | ----- | ------- | ------- | ------- | ------- | ------- | ------- | ------------ | ------------ | ------------ | ------------ | ------------ | ------------ | ------ | ------ | ------ | ------ | ------ | ------ | --- |
| 1. divisjon  | 34    | 15      | 7       | 2       | 6       | 26      | 26      | 15           | 2            | 5            | 8            | 19           | 30           | 30     | 9      | 7      | 14     | 45     | 56     | -11 |
| Totale       | -     | 15      | 7       | 2       | 6       | 26      | 26      | 15           | 2            | 5            | 8            | 19           | 30           | 30     | 9      | 7      | 14     | 45     | 56     | -11 |

### Andamento in campionato
| Giornata  | 1  | 2  | 3 | 4 | 5  | 6  | 7 | 8  | 9 | 10 | 11 | 12 | 13 | 14 | 15 | 16 | 17 | 18 | 19 | 20 | 21 | 22 | 23 | 24 | 25 | 26 | 27 | 28 | 29 | 30 |
| --------- | -- | -- | - | - | -- | -- | - | -- | - | -- | -- | -- | -- | -- | -- | -- | -- | -- | -- | -- | -- | -- | -- | -- | -- | -- | -- | -- | -- | -- |
| Luogo     | C  | T  | C | T | C  | T  | C | T  | C | T  | C  | T  | C  | C  | T  | C  | T  | C  | T  | T  | C  | T  | C  | T  | C  | T  | C  | T  | C  | T  |
| Risultato | P  | P  | V | V | P  | N  | V | P  | V | N  | V  | N  | N  | N  | N  | P  | P  | V  | P  | P  | P  | P  | P  | V  | V  | P  | P  | P  | V  | N  |
| Posizione | 13 | 12 | 9 | 8 | 11 | 10 | 9 | 10 | 7 | 8  | 5  | 7  | 7  | 7  | 8  | 8  | 9  | 9  | 9  | 11 | 11 | 14 | 14 | 14 | 12 | 12 | 13 | 14 | 13 | 13 |

Fonte:  OBOS-ligaen 2020, su altomfotball.no, Altomfotball.
Legenda:

Luogo: C = Casa; T = Trasferta. Risultato: V = Vittoria; N = Pareggio; P = Sconfitta.

### Statistiche dei giocatori
| Giocatore              | 1. divisjon | 1. divisjon | 1. divisjon | 1. divisjon | Coppa nazionale | Coppa nazionale | Coppa nazionale | Coppa nazionale | Coppe europee | Coppe europee | Coppe europee | Coppe europee | Altre coppe | Altre coppe | Altre coppe | Altre coppe | Totale   | Totale | Totale      | Totale     |
| Giocatore              | Presenze    | Reti        | Ammonizioni | Espulsioni  | Presenze        | Reti            | Ammonizioni     | Espulsioni      | Presenze      | Reti          | Ammonizioni   | Espulsioni    | Presenze    | Reti        | Ammonizioni | Espulsioni  | Presenze | Reti   | Ammonizioni | Espulsioni |
| ---------------------- | ----------- | ----------- | ----------- | ----------- | --------------- | --------------- | --------------- | --------------- | ------------- | ------------- | ------------- | ------------- | ----------- | ----------- | ----------- | ----------- | -------- | ------ | ----------- | ---------- |
| O. Aga                 | 27          | 15          | 0           | 0           |                 |                 |                 |                 |               |               |               |               |             |             |             |             | 27       | 15     | 0           | 0          |
| A. Agouda              | 5           | 0           | 0           | 0           |                 |                 |                 |                 |               |               |               |               |             |             |             |             | 5        | 0      | 0           | 0          |
| F. Ahmed               | 16          | 0           | 1           | 0           |                 |                 |                 |                 |               |               |               |               |             |             |             |             | 16       | 0      | 1           | 0          |
| I. Barobe              | 0           | 0           | 0           | 0           |                 |                 |                 |                 |               |               |               |               |             |             |             |             | 0        | 0      | 0           | 0          |
| W. Bjeglerud           | 0           | 0           | 0           | 0           |                 |                 |                 |                 |               |               |               |               |             |             |             |             | 0        | 0      | 0           | 0          |
| O. Buly Drameh         | 11          | 1           | 1           | 0           |                 |                 |                 |                 |               |               |               |               |             |             |             |             | 11       | 1      | 1           | 0          |
| F. Carson Pedersen     | 2           | 0           | 0           | 0           |                 |                 |                 |                 |               |               |               |               |             |             |             |             | 2        | 0      | 0           | 0          |
| L. Cornic              | 24          | 3           | 4           | 0           |                 |                 |                 |                 |               |               |               |               |             |             |             |             | 24       | 3      | 4           | 0          |
| S. Elmi                | 1           | 0           | 0           | 0           |                 |                 |                 |                 |               |               |               |               |             |             |             |             | 1        | 0      | 0           | 0          |
| T. Elsebutangen        | 16          | 3           | 2           | 0           |                 |                 |                 |                 |               |               |               |               |             |             |             |             | 16       | 3      | 2           | 0          |
| J. Furaha              | 5           | 0           | 0           | 0           |                 |                 |                 |                 |               |               |               |               |             |             |             |             | 5        | 0      | 0           | 0          |
| S. Grønli              | 11          | 1           | 2           | 0           |                 |                 |                 |                 |               |               |               |               |             |             |             |             | 11       | 1      | 2           | 0          |
| A. Gudjonsson          | 23          | 1           | 2           | 0           |                 |                 |                 |                 |               |               |               |               |             |             |             |             | 23       | 1      | 2           | 0          |
| E. Kristoffersen Hagen | 12          | 0           | 0           | 0           |                 |                 |                 |                 |               |               |               |               |             |             |             |             | 12       | 0      | 0           | 0          |
| G. Harviken            | 22          | 0           | 3           | 0           |                 |                 |                 |                 |               |               |               |               |             |             |             |             | 22       | 0      | 3           | 0          |
| R. Hauge               | 10          | 2           | 0           | 0           |                 |                 |                 |                 |               |               |               |               |             |             |             |             | 10       | 2      | 0           | 0          |
| M. Høyland             | 30          | 5           | 3           | 0           |                 |                 |                 |                 |               |               |               |               |             |             |             |             | 30       | 5      | 3           | 0          |
| M. Lankoh-Dahlby       | 16          | 3           | 4           | 0           |                 |                 |                 |                 |               |               |               |               |             |             |             |             | 16       | 3      | 4           | 0          |
| K. Mankowitz           | 25          | 1           | 2           | 0           |                 |                 |                 |                 |               |               |               |               |             |             |             |             | 25       | 1      | 2           | 0          |
| P. Mankowitz           | 25          | 2           | 8           | 0           |                 |                 |                 |                 |               |               |               |               |             |             |             |             | 25       | 2      | 8           | 0          |
| G. Meyer               | 15          | 1           | 2           | 0           |                 |                 |                 |                 |               |               |               |               |             |             |             |             | 15       | 1      | 2           | 0          |
| P. Mankowitz           | 25          | 2           | 8           | 0           |                 |                 |                 |                 |               |               |               |               |             |             |             |             | 25       | 2      | 8           | 0          |
| T. Murray              | 25          | 0           | 4           | 0           |                 |                 |                 |                 |               |               |               |               |             |             |             |             | 25       | 0      | 4           | 0          |
| K. Novak               | 18          | 0           | 3           | 0           |                 |                 |                 |                 |               |               |               |               |             |             |             |             | 18       | 0      | 3           | 0          |
| S. Osestad             | 11          | 0           | 0           | 0           |                 |                 |                 |                 |               |               |               |               |             |             |             |             | 11       | 0      | 0           | 0          |
| E. Ødegaard            | 8           | -13         | 1           | 0           |                 |                 |                 |                 |               |               |               |               |             |             |             |             | 8        | -13    | 1           | 0          |
| F. Østigård Ness       | 22          | 1           | 1           | 0           |                 |                 |                 |                 |               |               |               |               |             |             |             |             | 22       | 1      | 1           | 0          |
| J. Pereira             | 7           | 2           | 1           | 0           |                 |                 |                 |                 |               |               |               |               |             |             |             |             | 7        | 2      | 1           | 0          |
| F. Pettersen           | 11          | 0           | 0           | 0           |                 |                 |                 |                 |               |               |               |               |             |             |             |             | 11       | 0      | 0           | 0          |
| V. Skåttun             | 6           | 0           | 0           | 0           |                 |                 |                 |                 |               |               |               |               |             |             |             |             | 6        | 0      | 0           | 0          |
| V. Storsve             | 0           | 0           | 0           | 0           |                 |                 |                 |                 |               |               |               |               |             |             |             |             | 0        | 0      | 0           | 0          |
| M. Viken               | 22          | -43         | 2           | 0           |                 |                 |                 |                 |               |               |               |               |             |             |             |             | 22       | -43    | 2           | 0          |
| C. Zafeirīs            | 20          | 0           | 3           | 0           |                 |                 |                 |                 |               |               |               |               |             |             |             |             | 20       | 0      | 3           | 0          |